# Vila Antona Münzberga
Vila Antona Münzberga s bývalou textilní manufakturou v Jiřetíně pod Jedlovou v okrese Děčín v Ústeckém kraji představuje hodnotný doklad způsobu života a podnikání v Českých zemích v 19. století. Areál, zahrnující obytné a výrobní budovy s přilehlou zahradou, je od roku 2018 zapsaný v Ústředním seznamu nemovitých kulturních památek. Bývalá textilní manufaktura se sídlem majitele se nachází na území Chráněné krajinné oblasti Lužické hory, jejíž severní hranice je zde vymezená silnicí II. třídy č. 264, která je v těchto místech totožná s jiřetínskou Děčínskou ulicí.

## Historie
Před první světovou válkou existovalo v Jiřetíně (tehdejším Sankt Georgenthalu) několik prosperujících průmyslových provozů: tři továrny na potiskování a výrobu bavlněných látek, závod na broušení a leštění drahých kamenů a pivovar. Hlavním zdrojem obživy obyvatel Jiřetína v předchozích staletích bylo především plátenictví a výroba textilu. K rozvoji textilního průmyslu na přelomu 18. a 19. století nemalou měrou příspěla možnost přejít na zpracovávání zahraniční bavlny, jejíž dovoz byl povolen patentem z roku 1786, a která tak mohla nahradit obtížnějí zpracovatelný domácí len.
Textilní výroba v Jiřetíně začala získávat průmyslový charakter již na konci 18. století, kdy jistý Anton May zřídil poblíž štoly sv. Jana Evangelisty bavlnářskou manufakturu a bělidlo. V roce 1806 pak další textilní podnikatel Anton Münzberg koupil pozemek, ležící zhruba 200 metrů východně od Mayovy manufaktury, tedy blíže k centru městečka, a na tomto pozemku postupně vybudoval rozsáhlý komplex továrních budov a také své soukromé sídlo. Jako první byla postavena v roce 1816 výrobní budova, označovaná jako budova č. I. V roce 1820 si továrník Münzberg nechal postavit na kraji průmyslového areálu u cesty do Horního Podluží rozlehlou vilu. V roce 1835 byla vybudována výrobní budova č. II, v níž byla později zřízena truhlárna. Třetí výrobní budova vznikla v druhé polovině 19. století, pravděpodobně až v roce 1878.
Po smrti zakladetele manufaktury jeho synové založili firmu Anton Münzberg’s Söhne. Firma vyráběla barevný a tištěný manšestr a různé druhy kvalitních látek, známých pod názvy piké, ryps, orientál, kaliko, valis a nankin. Původně výhradně ruční práce textilních dělníků byla postupem času nahrazována válcovými tiskacími stroji. Tento pokrok umožnilo zrušení cla na dovoz textilních a parních strojů, k němuž došlo v roce 1857. V roce 1860 vybudovali synové Antona Münzberga v lokalitě zvané Schmelze u jiřetínských štol další tkalcovnu, prádelnu a bělidlo se sušicí věží.
Münzbergovi potomci se přímo či nepřímo podíleli na rozvoji textilní výroby i mimo oblast Šluknovského výběžku –  dcera zakladatele textilní firmy a jiřetínského starosty Antona Münzberga Marie Münzbergová se v roce 1832 provdala za Johanna Liebiga, později proslulého libereckého textilního podnikatele a poslance Českého zemského sněmu a rakouské Říšské rady. K rozvoji Liebigova podnikání, který záhy vybudoval v Liberci jednu z největších textilních továren v rakouské monarchii, značně přispělo i nemalé věno jeho nevěsty.
V 80. letech 19. století koupil firmu Münzbergových továrník Peregrin Worm z Horního Podluží. Firmu, jejíž hlavní sídlo bylo nyní v Horním Podluží, od otce posléze převzali synové Peregrin a Josef Wormovi a nakonec i vnuk Peregrina Worma Rudolf. Textilní výroba v Jiřetíně a Horním Podluží byla ukončena až za druhé světové války, kdy byl továrník Worm přinucen předat své výrobní kapacity německé branné moci. V někdejších textilních provozech se pak až do konce války vyráběly komponenty pro letadla Junkers.

## Popis
Areál bývalé textilni manufaktury s vilou Antona Münzberga se nachází v Děčínské ulici na západním okraji Jiřetína pod Jedlovou na úpatí Křížové hory v nadmořské výšce 450 metrů, zhruba v polovině cesty mezi jiřetínským náměstím a štolou svatého Jana Evangelisty.
Předmětem památkové ochrany je továrníkovo sídlo, charakterizované v dokumentaci Národního památkového ústavu jako „vila zámeckého charakteru“, dále tři větší výrobní budovy a jeden menší výrobní objekt s komínem, zahrada se schodištěm a bazénem a ohradní zeď.
K roku 2023 je areál v soukromém vlastnictví, vila je prázdná a nevyužitá.

### Vila
Továrníkova vila je patrová stavba s valbovou střechou, stojící na obdélném půdorysu, která původně měla ještě dvě přízemní dvorní křídla. Objekt nese znaky klasicistního slohu, fasády vily jsou koncipovány symetricky. Hlavní průčelí budovy, obrácené do ulice, je zvýrazněno mělkým rizalitem s pilastry, ozdobenými iónskými hlavicemi. Průčelí je zakončeno štítovým nástavcem trojúhelníkového tvaru. Před hlavním průčelím je vybudována terénní oboustranná schodová rampa, umožňující vstup jak do vily, tak i do sklepních prostor.
Průčelí na opačné, jižní straně budovy směřuje do dvora a ke svahu Křížové hory.  Dochované přízemní křídlo na západní straně vily téměř bezprostředně navazuje na výrobní objekty ve dvoře. Východní kratší strana fasády bývala spojená s již zaniklým křídlem zimní zahrady, které směřovalo do zahrady vily s parkovou úpravou, terasou se schodištěm a s bazénem s vodotryskem, který byl chloubou majitele vily.
Dům má dva trakty,  obytné místnosti v širším traktu jsou navázány na hlavní reprezentativní fasádu. V interiéru vily se dochovala řada původních detailů, jako je žebrování některých stropů, koutové niky, okna s deštěnými špaletami, glazované keramické obklady některých místností, originální dveře a naddveřní reliéfy s figurami andělů. Není jasné, nakolik se do druhé dekády 21. století dochovala  původní nástěnná a  stropní výmalba, případně tapety. Ve sklepích vily a v některých přízemních prostorách jsou valené klenby či klenby plackové.

### Zahrada
Z původního uspořádání zahrady, tj. z výsadby a chodníčků, se nic nedochovalo, na jejím místě je pouze zatravněná plocha s přerostlými stromy na východním okraji pozemku. Jedinými pozůstatky někdejšího parku jsou terénní schodiště a torzo okrasného bazénu, které jsou rovněž předmětem památkové ochrany.

### Výrobní budovy
Nejstarší tovární budova z roku 1816 je obrácená do ulice štítovým průčelím a je krytá polovalbou. Uspořádaní oken a kordonová římsa jsou typickými znaky stavby v klasicistním slohu. Ve sklepích jsou plackové klenby. Druhá budova z roku 1835 je menší, patrová, s valbovou střechou. Původně navazovala na starší tovární budovu. Nejmladší výrobní budova z roku 1878 stojí na půdorysu ve tvaru písmene „L“. Mezi touto nejmladší budovou a nejstarším továrním objektem je malý dvorek, do něhož je menší stavba obrácená vjezdy a vraty.